# Nathaniel Kleitman
Nathaniel Kleitman (Chișinău, 26 aprile 1895 – Los Angeles, 13 agosto 1999) è stato un fisiologo e psicologo statunitense.
Si può considerare a tutti gli effetti il padre della ricerca sul sonno.
Le ricerche di Kleitman rappresentano il fondamento di molte delle aree di studio della medicina del sonno moderna. La sua scoperta più grande, insieme al dottor Eugene Aserinsky, uno dei suoi primi studenti, è stato il sonno di tipo REM.

## Biografia
Nathaniel Kleitman nacque a Chișinău, capitale della Moldavia, il 26 aprile 1895 da genitori ebrei. A causa della politica antisemita dello Zar Nicola II e dei due pogrom che colpirono la città (il primo il 6 aprile 1903 e il secondo il 22 agosto 1905), Kleitman si rifugiò, in un primo momento, in Palestina. Non molto tempo dopo si trasferì a Beirut, dove iniziò i suoi studi in medicina presso l'American University of Beirut (AUB), studi che vennero quasi subito interrotti in seguito allo scoppio della prima guerra mondiale. Così nel 1915 si recò, insieme a tutta la famiglia, a Rodi, dove li stava aspettando l'unica nave in partenza per l'America. Negli Stati Uniti riprese gli studi di medicina; iscrittosi al City College di New York, ottenne il Bachelor in Scienze nel 1919, un anno prima della sua naturalizzazione a cittadino americano. I successivi quattro anni furono dedicati sempre agli studi; nel 1920 ottenne il Master presso la Columbia University e, nel 1923 il PhD summa cum laude in fisiologia, presso l'Università di Chicago, con la tesi "Studi sulla fisiologia del sonno". Presso tale università entrò poi a far parte del corpo docenti (come professore in fisiologia) nel 1925. Qui Kleitman costruì anche il primo laboratorio di sonno al mondo, utilizzando strumenti di misura da lui stesso pensati e costruiti. Salvo periodi di breve permanenza nelle università di Utrecht e Parigi, a Chicago Kleitman rimase fino al suo pensionamento, avvenuto nel 1960. Nel 1995, in occasione dell'APSS meeting in Nashville (Tennessee) il dottor Jerome Siegel (editore) organizzò una festa in onore dei 100 anni di Kleitman, durante la quale egli stesso presentò con un simposio il lavoro di tutta la sua vita.
Nathaniel Kleitman morì il 13 agosto 1999 a Los Angeles all'età di 104 anni.

## Gli anni della ricerca

### Esperimento nella grotta di Mammoth
Nel 1938 Kleitman e il suo giovane assistente Bruce Richardson fecero un esperimento mai provato fino ad allora: si isolarono nelle profondità della terra per misurare i loro ritmi fisiologici. A tal fine si recarono nel Kentucky, a 150 metri sotto terra, nella grotta di Mammoth. La temperatura costante di 12 °C e la totale assenza di luce naturale rendevano la grotta di Mammoth l'ambiente ideale dove condurre un simile esperimento. Kleitman e Richardson vi rimasero isolati per 32 giorni; alla fine risalirono con misurazioni scientifiche precise che testimoniarono tra le altre cose della presenza del ritmo circadiano. 

### Dogfish
Le ricerche portarono Kleitman nel 1948 a bordo del sottomarino USS Dogfish (SS-350), un mezzo della marina militare statunitense a funzione formativa che, nel biennio 47-48, partecipò ad alcuni progetti sperimentali. Durante le due settimane a bordo del sottomarino, Kleitman si dedicò allo studio del ritmo sonno-veglia dei funzionari, recando particolare attenzione a quello dei lavoratori notturni. Raccolse dati sull'orario in cui i funzionari andavano a dormire, sulla facilità o difficoltà con cui perdevano i sensi, etc. Alla fine delle sue ricerche, Kleitman giunse alla conclusione che un'alterazione continua e profonda dei ritmi circadiani, quali sono sottoposti i lavoratori notturni, potesse portare a importanti disfunzioni, sia fisiche sia mentali. Egli quindi propose come parziale soluzione all'assegnazione dei turni lavorativi un'attenta considerazione dei ritmi circadiani dei singoli individui, al fine di migliorarne il rendimento e di ridurne i margini di errore.

## Sleep and Wakefulness
Un anno dopo l'esperienza nella grotta di Mammoth, nel 1939, Kleitman pubblicò il primo grande libro interamente dedicato al sonno: "Sleep and Wakefulness". Nella sua prima edizione, oltre agli aspetti prettamente medici riguardanti il sonno veinva analizzato anche il concetto astratto di sonno, e come questo era stato interpretato nelle diverse epoche storiche, da Aristotele fino al ventesimo secolo. In pochissimo tempo "Sleep and Wakefulness" divenne l'opera di riferimento per tutti i ricercatori del sonno al mondo. Una seconda edizione, revisionata ed ampliata, venne pubblicata nel 1963, nella quale vennero inseriti ben 4337 articoli di altri noti ricercatori che avevano contribuito a plasmare questa nascente branca di ricerca medica.
L'opera è divisa in otto capitoli:
1. Differenze funzionali tra sonno e veglia
2. Corso degli eventi durante le fasi del sonno
3. Periodicità
4. Interferenze con il sonno e la veglia
5. Cambi spontanei nel ritmo sonno-veglia
6. Fattori che influenzano il sonno e la veglia
7. Stati simili al sonno
8. Teorie sul sonno

## Sonno R.E.M. (Rapid Eyes Movement)
A partire dal 1950, Kleitman e il suo studente William Dement ridefinirono le tecniche di registrazione del sonno usate sino ad allora, incorporando anche strumenti di misurazione del movimento oculare e dell'attività cerebrale (rispettivamente EOG e EEG). La svolta, che segnò anche la nascita della moderna medicina del sonno, arrivò nel settembre del 1953, quando Eugene Aserinsky, uno studente di Kleitman, notò per la prima volta quello che successivamente venne definito "movimento rapido degli occhi" (REM). Inizialmente, un parziale movimento degli occhi venne riscontrato durante l'insorgenza del sonno nei neonati; a questi periodi di movimento oculare si alternavano periodi di stasi. Per verificare l'attendibilità di tale fenomeno Kleitman e il suo collaboratore verificarono se anche negli uomini adulti era possibile riscontrare una simile alternanza. Dopo numerose notti passate a osservare individui dormienti in attesa del movimento oculare, Aserinsky finalmente lo individuò. Inoltre, grazie all'EEG e all'EOG, Kleitman scoprì che al sonno REM sono associate intense onde cerebrali, simili a quelle caratteristiche di un'intensa attività psichica. Il sonno REM venne pertanto definito da Dement "sonno paradosso". Per determinare da cosa fosse determinata questa peculiarità del sonno REM, Kleitman condusse altri esperimenti, basati nello svegliare i pazienti nelle diversi fasi del sonno. Kleitman notò che i pazienti svegliati durante il sonno REM ricordavano dettagliatamente il sogno fatto; invece i pazienti svegliati durante il sonno non REM raramente ricordavano il contenuto del proprio sogno. L'intensa attività cerebrale tipica del sonno REM fu quindi associata all'attività onirica. Successivamente, anche se la scoperta dei movimenti oculari in opposizione di fase venne pubblicata su riviste importanti quali "Science" e "The Journal of Applied Physiology", numerose erano ancora le perplessità riguardanti il sonno, visto ancora come un semplice processo passivo. Fu così che nel 1954 Kleitman decise di registrare le prove del sonno REM, riprendendo sé stesso durante il sonno. Dement, che fu incaricato di fare le riprese, non riuscì mai a registrare il sonno REM del suo maestro, a causa della sua grande fragilità (infatti anche il più piccolo rumore perturbava il sonno di Kleitman). Fu così selezionato come soggetto delle riprese il venticinquenne Faylon Brunemeyer. Le riprese che seguirono furono ottime.

## Premi
Nel mondo scientifico, per rendere onore all'operato di Kleitman, gli furono dedicati numerosi premi e borse di studio, quali il "Nathaniel Kleitman summer fellowship in human circadian biology" e il "Nathaniel Kleitman distinguished service award", istituito nel 1981 dell'American Academy of Sleep Medicine.